# Dum ammunition
Dum ammunition (engelska: dumb munition) är ett vapenbegrepp som används för att särskilja styrd ammunition (då kallat smart eller intelligent ammunition) från icke styrd sådan, samt för att beskriva intervall i projektilbanan hos styrd ammunition där styrning inte sker, såsom inledande manöverfördröjning eller slutfasstyrning, där ammunitionen är "dum" fram tills styrning påbörjas.
Fällning och skjutning av dum ammunition, samt styrd ammunition utan aktiv styrning, kallas "dumfällning" eller "dumskjutning" (engelska: dumbfire). Styrd ammunition används ibland "dumt" vid systemfel med mera.
| ” | När vår helikopters belysningssystem fick avbrott var vi tvungna att använda våra Hellfire-robotar (AGM-114 Hellfire) som dumskjutna raketer (attackraketer). | „ |
| – originaltext, engelska: "When our helicopter's targeting system failed, we had to use our Hellfire missiles as dumbfire rockets.", | |   |

## Etymologi
Begreppet dum ammunition är myntat som ett motsatsbegrepp till smart eller intelligent ammunition och anger om ammunitionen kontrolleras av en intelligens eller inte. Ammunition med banstyrning (styrd ammunition) kontrolleras av en intelligens såsom en dator eller person och kan därför hänvisas som "smarta" eller "intelligenta". Ammunition utan banstyrning (ej styrd ammunition) saknar intelligens i jämförelse och hänvisas därför som "dumma".

## Hyponymer
- Dumbomb (engelska: dumb bomb) – flygbomb utan styrförmåga (frifallande bomb), jämte styrd bomb[6]
- Dumt artilleri (engelska: dumb artillery) – artilleri utrustat med icke styrd ammunition, jämte "precisionsstyrt artilleri"[2]

## Anmärkning
1. ↑  Smart och intelligent ammunition kan även avse ammunition med autonom utlösning (engelska: autonomous fuzing), det vill säga att tändanordningen autonomt (själv) bestämmer hur den ska utlösas för bäst verkan i mål. Principen bygger vanligen på en så kallad intelligent sensor(en), en sensor som vidtar någon fördefinierad åtgärd när den känner av rätt inmatning av värden (ljus, värme, ljud, rörelse, beröring, etc).[1]